# República de Nueva Connecticut
República de Nueva Connecticut (en inglés Republic of New Connecticut) fue el nombre oficial del actual Estado de Vermont durante los seis primeros meses de su existencia como estado independiente, entre el 17 de enero de 1777 y el cambio de nombre como “República de Vermont” producido con la proclamación de la Constitución del Estado el 8 de julio de 1777. Su nombre anterior era el de “Concesiones de Nuevo Hampshire” también son denominadas “Concesiones de Benning Wentworth” o “Concesiones”.

## Independencia de Nueva Connecticut

### Antecedentes
El territorio, conocido como las Concesiones de Nuevo Hampshire, se disputaba entre las colonias de Nuevo Hampshire, la Nueva York e incluso de la Colonia de la Bahía de Massachusetts, pero sus habitantes, colonos procedentes principalmente de las colonias de Connecticut, Massachusetts, Rhode Island, Nuevo Hampshire y Nueva York habían optado por la independencia de ambos.
Los antecedentes directos datan del 12 de diciembre de 1775 una Convención reunida en Windsor, en el condado de Cumberland, aboga por la constitución de la provincia de Vermont, separada de las de Nueva York y Nuevo Hampshire.
La Segunda Convención de Dorset, celebrada entre el 16 de enero y el 17 de enero de 1776, resolvió la constitución del territorio, por unanimidad, como distrito separado de Nueva York y Nuevo Hampshire y declara que la siguiente Convención tendría el carácter de sesión del Congreso territorial.
El paso definitivo para la independencia se da en la Cuarta Convención de Dorset — que funge como tercera sesión del Congreso Independiente de Vermont —, realizada entre el 24 de septiembre y el 28 de septiembre de 1776, cuando se proclama el territorio como Distrito Independiente.

### Declaración de independencia
El 15 de enero de 1777 se reúnen 56 delegados de 36 poblaciones en la Corte de Westminster, eligiéndose a Joshep Bower como Presidente de la Convención General de Delegados, cargo que ejercerá hasta la proclamación de la Constitución.
En esta Convención se fragua la Declaración de Independencia del territorio de las Trece Colonias, que se proclama dos días después, el 17 de enero de 1777, cuando los delegados declaran que: “el distrito del territorio comprendido en y habitualmente conocido y descrito con el nombre de Concesión de Nuevo Hampshire, ejerce su derecho a existir, y por la presente declara ser, de aquí en adelante y para siempre, una Jurisdicción o estado libre con el nombre de “República de Nueva Connecticut” (aunque también se reconoce con los nombres oficiosos de “Vermont” y “República de Green Mountains”).
Los límites de la nueva República iban del este del río Hudson, el oeste del río Connecticut, la ribera occidental del Lago Champlain y las tierras al norte de Lansingburgh

### La convención constitucional
El camino para la redacción de una Constitución arranca con el rechazo del Segundo Congreso Continental, por presiones de Nuevo Hampshire, Massachusetts y Nueva York (principalmente Nueva York), el 30 de junio de 1777 la petición de la República de Nueva Connecticut de ingresar en la Unión Federal, ya que consideraron preferible mantener los límites territoriales marcados por Gran Bretaña.
Ello desembocó en la convocatoria para el 4 de junio de 1777 de Convención Constitucional.

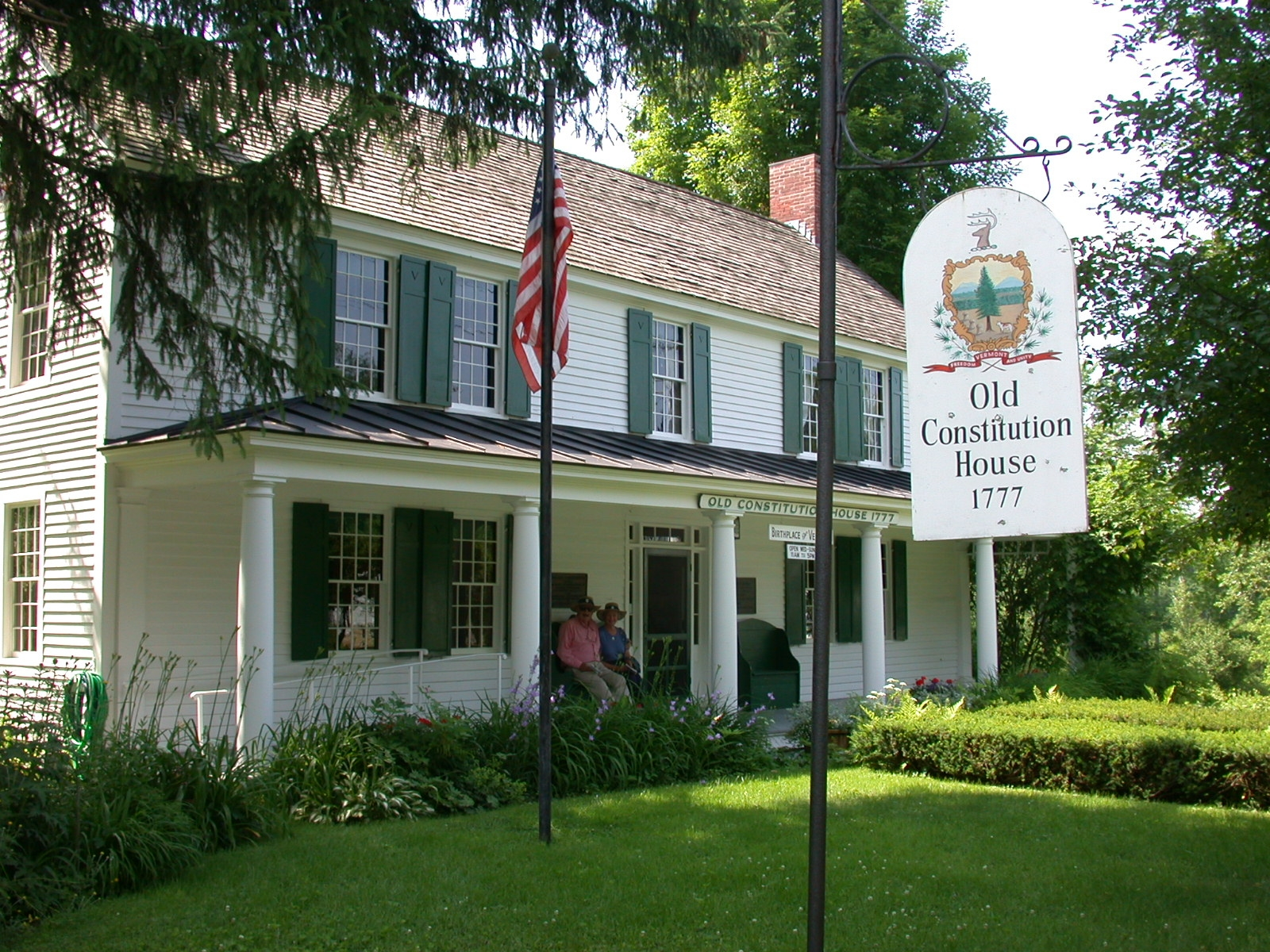
La Antigua Sede Constitucional, conocida como Windsor’s Tavern.

Finalmente, el 2 de julio de 1777, se reúnen 72 delegados en la taberna de Elijah West, posteriormente conocida como “La Casa de la Antigua Constitución” (Old Constitution House), en Windsor.
Los trabajos para elaborar la Constitución se basaron en la no nata Constitución de la Commonwealth de Pennsilvania de 1776, inspirada por Benjamin Franklin, así como en la obra de Thomas Paine
En la Constitución, se prevé un amplio catálogo de libertades y derechos ciudadanos, entre los que destacan:
- El sufragio universal masculino,
- La abolición de la esclavitud y
- La educación pública para hombres y mujeres.

.

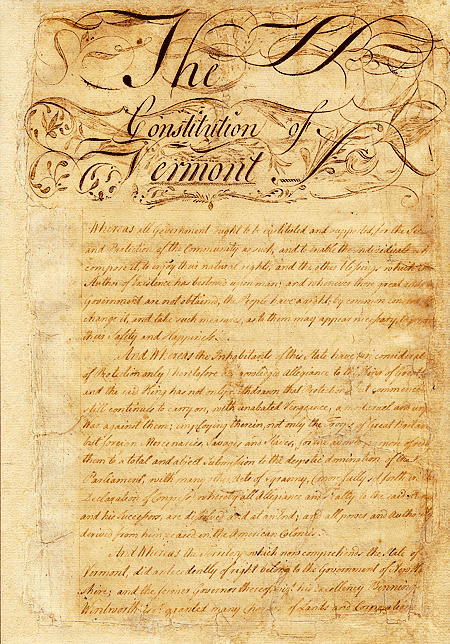
Manuscrito de la Constitución de Vermont de 1777

Asimismo, se acordó basarse en las leyes de Connecticut y confiscar las propiedades de los tories lealistas probritánicos.
También se estableció la división de poderes:
- El Poder Ejecutivo, que inicialmente, es ejercido por un Consejo de Seguridad,[10] encabezado por Thomas Chittenden.
- El Poder Legislativo que residía en la “Cámara de Representantes de los Hombres Libres de Vermont”, de carácter unicameral.
- El Poder Judicial.

Finalmente, y por instigación de Thomas Young, un destacado revolucionario estadounidense participante en el Motín del té en Boston, en una carta dirigida a la Convención, el 30 de junio de 1777, se adopta para el Estado la nueva denominación de ‘’República de Vermont’’, en honor de los Green Mountains Boys.
Ante la ofensiva británica, la Constitución se proclama el 8 de julio de 1777, siendo la primera Constitución escrita del mundo.

## Intervención en laguerra de Independencia de Estados Unidos
Aunque los intentos de participar en el Segundo Congreso Continental fracasaron, principalmente por las presiones de Nueva York, lo que llevó a la retractación de la subordinación de la Milicia de Vermont, las tropas de la República de Nueva Connecticut (y pòsteriormente de la República de Vermont), fueron activas durante la Revolución Americana.
El episodio más destacado es la intervención de las tropas británicas, que desde Canadá y bajo el mando del Teniente General John Burgoyne, ocuparon el 3 de julio de 1777 el Fuerte Ticonderoga (Nueva York) y Mount Independence (Vermont)), lo que provoca la intervención del Ejército Continental.
La reacción de las milicias locales desembocó en la evacuación del Fuerte Ticonderoga el 5 de julio de 1777 y el ataque británico el 6 de julio de 1777 a Fuerte Independence, Vermont, donde son nuevamente rechazados por la milicia de los Green Mountains Boys.

## Cronología
- 15 de enero de 1777: reunión de Representantes en la Corte de Westminster Town en la que fragua la Declaración de Independencia.
- 17 de enero de 1777: proclamación de independencia de la ‘’República de Nueva Connecticut’’ en Westminster Town.
- 4 de junio de 1777: Convención Constitucional en Windsor.
- 2 de julio de 1777: empiezan los trabajos para la elaboración de una Constitución.
- 3 de julio de 1777: tropas de Gran Bretaña ocupan Fuerte Ticonderoga (Nueva York) provocando la intervención del Ejército Continental.
- 5 de julio de 1777 evacuación de Fuerte Ticonderoga.
- 6 de julio de 1777 los británicos atacan Fuerte Independence, Vermont, pero son rechazados por la milicia de los Green Mountains Boys.
- 8 de julio de 1777: proclamación de la Constitución, en la que se adopta el nombre de República de Vermont.